# Rudi van Dantzig
Rudi van Dantzig (Amsterdam, 4 augustus 1933 – aldaar, 19 januari 2012) was een Nederlandse choreograaf, balletdanser en schrijver.

## Biografie
Van Dantzig werd geboren als zoon van Murk van Dantzig (1905-1992) en Berendina Hermina Homburg (1904-1980). Hij groeide op in Amsterdam. In de Tweede Wereldoorlog, toen zijn ouders hun tweede kind verwachtten, werd Van Dantzig naar een pleeggezin in Friesland gebracht. Zijn ervaringen daar vormden later het uitgangspunt voor zijn autobiografische roman Voor een verloren soldaat.

## Dans
Van Dantzig debuteerde in 1952 bij het Ballet Recital van Sonia Gaskell, in 1954 opgegaan in het Nederlands Ballet, dat op zijn beurt in 1961 opging in Het Nationale Ballet, waarvan hij van 1971 tot 1991 artistiek leider zou worden. Hij schiep ruim vijftig balletten, waaronder drie voor de Russische danser Roedolf Noerejev. Tot Van Dantzigs bekendste choreografieën behoren Vier letzte Lieder, Monument voor een gestorven jongen, Onder mijne voeten en zijn versies van Romeo en Julia en Het zwanenmeer.

## Schrijver
Nadat hij in 1981 al zijn herinneringen aan danseres Olga de Haas had gepubliceerd, verscheen in 1986 zijn roman Voor een verloren soldaat, waarin Van Dantzig zijn ervaringen tijdens de Tweede Wereldoorlog beschrijft. Het boek werd een groot succes, kreeg verscheidene prijzen (waaronder de Geertjan Lubberhuizen Prijs in 1986) en werd door Roeland Kerbosch verfilmd. In de film Voor een verloren soldaat (1992) worden de hoofdrollen gespeeld door Maarten Smit en Jeroen Krabbé.
In 1993 verschenen Van Dantzigs herinneringen aan de danser Roedolf Noerejev. Het boek geeft een beeld van hun kennismaking, samenwerking en vriendschap, die duurde van 1968 tot de dood van Noerejev in 1993. Tot kort voor zijn dood werkte Van Dantzig aan meerdere boeken, waaronder zijn herinneringen aan Sonia Gaskell. Het boek, dat onvoltooid bleef, verscheen in 2013 postuum.

## Ziekte en overlijden
Van Dantzig leed aan lymfeklier- en borstkanker. Hoewel hij daarvan genas, raakte hij verzwakt door de vele behandelingen. Dat maakte dat zijn krachten steeds meer afnamen. Hij kon in september 2011 niet meer aanwezig zijn bij het 50-jarige bestaan van het Nationale Ballet en ook bij een reprise van Vier letzte Lieder enige tijd daarna was hij niet meer aanwezig. Eind 2011 nam zijn gezondheid verder af en in januari 2012 overleed hij op 78-jarige leeftijd.

## Politiek
Bij de Tweede Kamerverkiezingen van 1989 en Tweede Kamerverkiezingen van 1994 was Van Dantzig lijstduwer voor GroenLinks.